# Татјана Новаковић
Татјана Новаковић (Липљан, 17. јул 1965) српска је лекарка, докторка медицинских наука, универзитетски професор члан председништва Српског лекарског друштва.

## Живот и каријера
Рођена је 17. јул 1965 године у Липљану. Основно и средње образовање стекла је у родном месту. Након дипломирања на Медицинском факултету 1990. запослила се на Интерној клиници у Приштини.

### Академска каријера[3]
| Академска каријера      | Година | Институција                                 | Област           | Одбрањена теза |
| ----------------------- | ------ | ------------------------------------------- | ---------------- | --- |
| Диплома лекара          | 1990.  | Медицински факултет, Универзитет у Приштини | Општа медицина   | |
| Магистратура            | 1994.  | Медицински факултет, Универзитет у Приштини | Кардиологија     | „Промене на кардиоваскуларном систему и липидном статусу код оболелих од примарне хипотиреозе”.                             |
| Асистента приправник    | 1995.  | Медицински факултет, Универзитет у Приштини | Интерна медицина | |
| Специјализација         | 1996.  | Медицински факултет, Универзитет у Приштини | Интерна медицина | |
| Асистент                | 1998.  | Медицински факултет, Универзитет у Приштини | Интерна медицина | |
| Докторат                | 1999.  | Медицински факултет, Универзитет у Приштини | Ендокринологија  | „Примарне ,секундарне, алиментарне хиперлипопротеинемије, њихова учесталост и значај у обољењима кардиоваскуларног система” |
| Избор у звање професора | 2011.  | Медицински факултет, Универзитет у Приштини | Интерна медицина | |
| Ужа cпецијализација     | 2012.  | Универзитет у Београду                      | Ендокринологија  | |

### Чланства у организацијама
- Члан је Српског лекарског друштва, секције за ендокринологију, у којој активно учествује и посећује редовно предавања и скупове које ова секција организује.
- Члан је удружења лекара специјалиста интерне медицине Србије и Црне Горе.
- Члан је ИСИМ-а, међународне организације која се бави интегралном интерном медицином, односно свим субспецијалистичким гранама које обухвата та област.
- Члан је ЈУПГ-YАСО (Југословенског удружења за проучавање гојазности).
- Члан је мешународне организације МГСД.

## Дело
Својим радом и залагањем Татјана Новаковић је умногоме допринела унапређењу наставно-образовног процеса и рада на Интерној клиници Медицинског факултета у Приштини.